# Nuevo calvinismo
Nuevo Calvinismo, llamados en el contexto anglo como Young, Restless, and Reformed Movement, es un nuevo movimiento religioso dentro del evangelicalismo conservador que implica una reinterpretación y regreso a la teología reformada Calvinista y confesional histórica de los siglos XVI y XVII , con la cosmovisión de conquistar de las esferas y las formas de hacer iglesia contemporáneas.

## Historia
El movimiento comenzó en la década de 1980, con la fundación del Consejo sobre la masculinidad y la feminidad bíblicas en 1987 en los Estados Unidos, que hace hincapié en el complementarismo entre hombres y mujeres (en contraposición al feminismo). La enseñanza de la teología del pacto (a diferencia del dispensacionalismo) y el gobierno del sinodal en la Iglesia también son sellos distintivos del movimiento.
La conferencia Juntos por el Evangelio organizada en Louisville (Kentucky) en 2006, por los pastores estadounidenses John Piper, Mark Driscoll, Matt Chandler, Al Mohler, Mark Dever y CJ Mahaney contribuyeron al desarrollo del movimiento. La fundación de The Gospel Coalition en 2007, por Tim Keller y Don Carson también fue central.
En marzo de 2009, la revista TIME lo clasificó como uno de los "10 tendencias que cambian ahora mismo el mundo."  Hacen un énfasis misionero, también han señalado la importancia de ser relevantes en medio de las culturas donde se han de plantar iglesias, de acuerdo al contexto donde esta iglesia se plante. Incluso llegando a usar plataformas de aproximación para la juventud de la ciudad por medio de como artistas cristianos para contribuir al movimiento.
Durante las campañas y el gobierno de Donald Trump, los líderes del Nuevo Calvinismo respaldaron y apoyaron activamente los discursos y políticas de ese presidente. Especialmente con la derrota en las segundas elecciones y la invasión del Congreso de Estados Unidos, algunos líderes se han distanciado del trumpismo.

## "Viejo" y Nuevo Calvinismo
Los Nuevo Calvinistas están unidos por las doctrinas fundamentales de la fe cristiana sumada a la soteriología reformada. En un artículo de la revista Christianity Today, Collin Hansen describe ponentes de una conferencia:

Cada uno de los siete oradores se aferra a los cinco puntos del calvinismo . Sin embargo, ninguno de ellos habló del calvinismo a menos que yo lo preguntara. Expresaron su preocupación por la pasividad evangélica percibida ante el posmodernismo y criticaron a las iglesias por aplicar modelos de negocios al ministerio. Principalmente bromeaban acerca de sus muchas diferencias en temas históricamente difíciles como el bautismo, el gobierno de la iglesia, la escatología y los dones del Espíritu Santo. Como evangélicos calvinistas se unieron por sus preocupaciones: con las iglesias buscadoras de "igle crecimiento" , el mercadeo en el crecimiento de la iglesia y las técnicas manipuladoras de avivamiento.

Como implica la designación "Nueva", se han observado algunas diferencias entre las escuelas Nueva y Antigua. John Piper, por ejemplo, ha identificado lo que él considera que son 7 diferencias principales entre los dos:
1. El nuevo calvinismo es complementarianismo y no igualitario.
2. El nuevo calvinismo usa formas contemporáneas de música.
3. El nuevo calvinismo es popular entre los bautistas.
4. El nuevo calvinismo es popular también entre los carismáticos.
5. Los libros de Jonathan Edwards ocupan un lugar destacado, además de los de Juan Calvino.
6. El nuevo calvinismo está comprometido con el uso de Internet y las redes sociales para comunicarse.
7. El nuevo calvinismo incluye multiculturalismo.

Teológicamente, sus distintivos son el optimismo escatológico, la salvación por el señorío y el subordinacionismo.

## Críticas

### A favor
1. Mantiene una postura estricta acerca de la inerrancia, suficiencia, infalibilidad e inspiración de la Escritura como en el fundamentalismo cristiano;
2. Afirma las doctrinas esenciales y vitales de la fe histórica y bíblica como La Trinidad, la encarnación, el nacimiento virginal, la expiación sustitutiva, la resurrección corporal y la gloriosa ascensión, la segunda venida del Señor Jesucristo; el nuevo nacimiento por medio de la regeneración del Espíritu Santo, la resurrección de los santos para vida eterna, la resurrección de los impíos para el juicio final y muerte eterna, la hermandad de los santos, quienes son el Cuerpo de Cristo.
3. Distinción entre doctrina fundamental (La Trinidad, la deidad de Cristo, la salvación por Sola Gracia y Sola Fe, la deidad del Espíritu Santo etc.) y no fundamental (música en la iglesia , posturas milenarias escatológicas, reglas de cada iglesia local, contextos culturales, dones espirituales, etc.)

### Crítica
1. Algunos líderes famosos, ligados a esta etiqueta han tenido problemas morales, legales y han dado mal testimonio.Aunque esto también está en el calvinismo conservador de formas y en otros evangélicos .
2. Algunos líderes no aceptan la crítica.
3. Teólogos y científicos sociales han expresado su preocupación de que en algunos sectores del movimiento Nuevo Calvinista hubo casos de abuso psicológico,[11] exclusivismo sectario,[11] y culto a la personalidad.[12][13]
4. La ideología política del dominionismo.[13]